# モロッコ事件
モロッコ事件（モロッコじけん、Moroccan Crisis）は、20世紀初頭のモロッコを巡って生じたドイツ、フランスを主な当事者とする国際紛争である。1905年及び1911年の2度にわたって発生し、前者を第一次モロッコ事件（タンジール事件）、後者を第二次モロッコ事件（アガディール事件）と称する。英語表記は通常 "Moroccan Crisis"（「モロッコ危機」）であるが、日本では「モロッコ事件」と呼ぶことが多い。
この項では、一連の流れを概観するに留める。詳細は各項目を参照。

## 第一次モロッコ事件(タンジール事件)

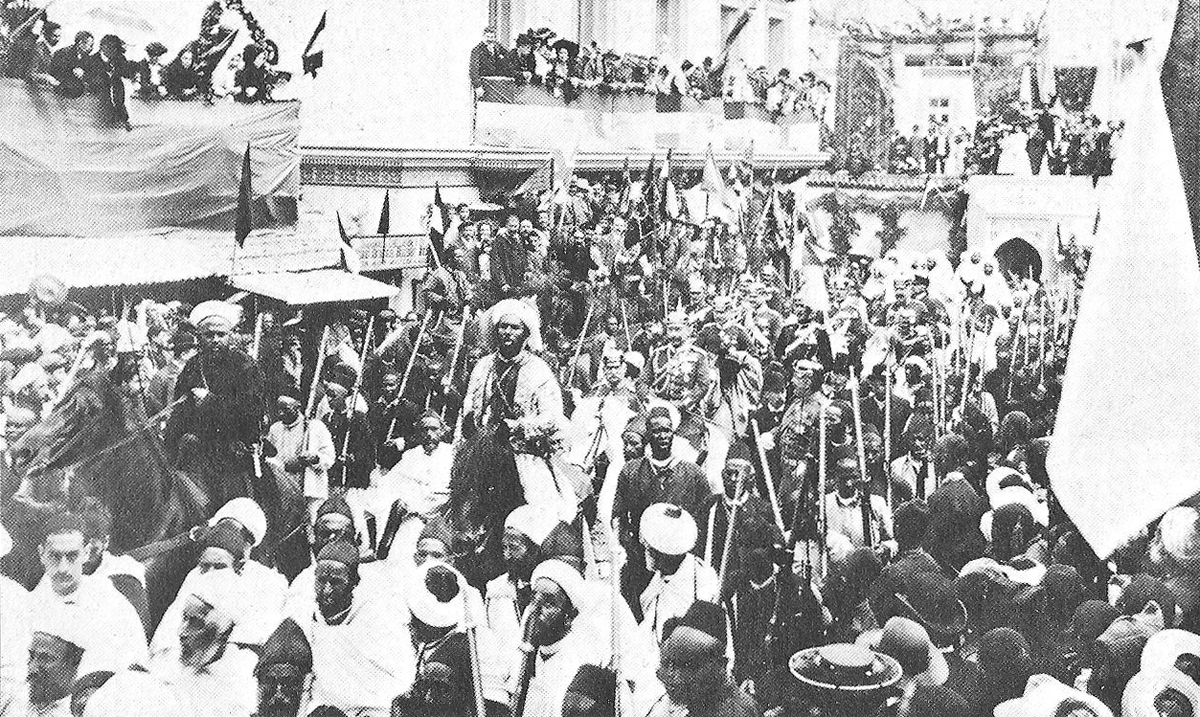
ヴィルヘルム2世のタンジール訪問

モロッコは、鉱物資源が豊富であり戦略上の要衝でもあったことから、紀元前の時代から衝突の絶えない地だった。19世紀後半の世界分割の時代にはイギリス、フランス、スペインの競争の対象となったが、20世紀初頭には、フランスがほぼ全土で優越的地位を確立した。これに対して1905年3月31日、ドイツ皇帝ヴィルヘルム2世は突然モロッコ北端の港湾都市タンジール（Tangier）を自ら訪問。フランスのモロッコ進出を牽制し、問題を国際会議に付すよう要求した。
1905年6月、フランスのルヴィエ首相は主戦論者のデルカッセ外相を更迭し、ドイツの示した会議の提案を受諾。1906年1月、スペインのアルヘシラス（Algeciras）において国際会議が開催された（アルヘシラス会議）。しかし、ドイツの意に反して大半の参加国はフランス支持に回ったため、モロッコにおけるフランスの優位が事実上追認される結果に終わった。

## 第二次モロッコ事件(アガディール事件)
1911年にモロッコで起こった内乱に際し、フランスは鎮圧のため出兵した。これに対してドイツは7月1日、突然砲艦パンター（Panther）をモロッコ南西の港湾都市アガディール（Agadir）に派遣して威嚇した（Agadir Crisis）、（French conquest of Morocco）。
ドイツはモロッコ放棄の代償としてフランス領コンゴの譲渡を要求したが、イギリスの支持を得たフランスはこれを拒否。開戦の危機が叫ばれた。しかし独仏間の交渉の結果、11月4日に協定が成立した。ドイツはフランス領コンゴの一部であったノイカメルーンを獲得し、ドイツ領カメルーンの領土を拡大した。
翌1912年3月30日、モロッコは正式にフランス（及びスペイン）の保護国となり（フェス条約）、モロッコを巡る独仏間の係争は一応の終結をみた。

## 評価
モロッコ事件は第一次世界大戦前夜における国際危機のうちでも、ファショダ事件と並び特に重大な事件とされている。直ちに戦争に突入するという事態こそ回避されたものの、この両事件を通して独仏両国の相克は決定的となり、大戦の大きな要因となった。また、この事件は結果的に、数世紀にわたる対立を解消したばかりの英仏の関係を確認、強化することとなるとともに、ドイツの国際的孤立を深めるという、ビスマルクが最も恐れていた事態に繋がった。しかしモロッコの側からすれば、いずれの方向に転んでも自国の主権が脅かされることに変わりはなく、この事件は列強の領土的野心の発露に過ぎなかった。